# عين الهر (حجر)

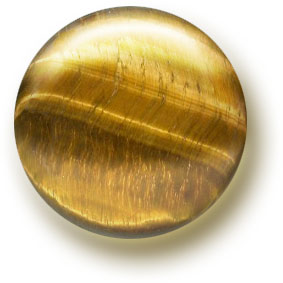

عين الهر حجر يُحدث شعاع ضوئي أبيض عبر سقفه عند قطعه بطريقة معينة. يشبه الشعاع بؤبؤ عين الهر ويظهر متغيراً كعين الهر في الظلام، وذلك بسبب الضوء المنعكس من قنوات صغيرة مجوفة في الحجر. يتميز حجر عين الهر بلمعان حريري، ويعكس ألوان تضم ظلال من اللون الأصفر،الأخضر، الأحمر والبني. يتستخدم عين الهر في المجوهرات وأغراض الزينة الأخرى، ويتواجد بالأخص في سريلانكا.